# Europäischer Kulturbund
Der Europäische Kulturbund war eine 1924 gegründete Organisation mit dem Ziel einer Einigung Europas unter der Führung einer neuen aristokratischen Elite.

## Ziele
Der Bund wurde von Karl Anton Rohan gegründet und verfolgte das Ziel der Schaffung einer neuen aristokratischen Elite, beziehungsweise eines neuen Adels, aus Vertretern von Kultur, Wirtschaft und Aristokratie. Die neue europäische Oberschicht sollte konservativ und religiös sein. An der Spitze der neuen Elite sollten Wirtschaftsgeneräle, Industrieunternehmer und Finanziers stehen, während die Arbeiter als Trägerschicht dieser Elite kollektivistisch empfinden sollten.
Die neue Verkehrstechnik und Bedürfnisse von Wirtschaft und Industrie sah Rohan als Faktoren, die über kurz oder lang die staatlichen Grenzen Europas sprengen würden. Über kultureller Austausch der nationalen Eliten sollte die Integration Europas eingeleitet werden.
Der Bund war antidemokratisch und antiliberal, bekannte sich zu den Ideen von 1914 gegen die „Ideen von 1789“ und der Elitismus war der beherrschende Zug. Das geistige Klima war geprägt von Konservativer Revolution, europäischer Frontkämpfergemeinschaft und dem Bekenntnis zur „weißen europäischen Rasse“.
Er war gegen die Paneuropa-Bewegung eingestellt.
Auf dem Kongress in Rom 1932 präsidierte Hermann Göring auf einer Sitzung, Alfred Rosenberg und Hjalmar Schacht hielten Ansprachen.

## Mitglieder
Der Bund umfasste einige hundert Intellektuelle, Aristokraten, Vertreter der Wirtschaft sowie Politiker. Wichtigste Aktivität regelmäßige Vortragsveranstaltungen in europäischen Hauptstädten.
Eine wichtige Rolle im Bund spielten Alfred Weber, Arnold Bergstraesser, Hermann Graf Keyserling, Alfred von Nostitz-Wallwitz und seine Frau Helene von Nostitz.
Georg von Schnitzler und seine Frau Lilly von Schnitzler, die auch die Schatzmeisterin des Bundes war, waren die wichtigsten Mäzene.
Rohan war häufiger Gast bei Otto Wolff der ihm wichtige Verbindungen zur Industrie an Rhein und Ruhr verschaffte.

## Europäische Revue
Der Bund gab die monatlich erscheinende Zeitschrift „Europäische Revue“ heraus. Sie hatte 2.500 Abonnenten und existierte bis 1944.
Die Existenz der Zeitschrift wurde durch einen Fond der I.G. Farben gesichert.
Zu den Förderern der Zeitschrift zählten Robert Bosch, Karl Haniel, Richard Merton und Otto Wolff.
Hermann Bücher finanzierte den wirtschaftlichen Teil „Europas Wirtschaft“ der Zeitschrift.